# Finnland-Tataren

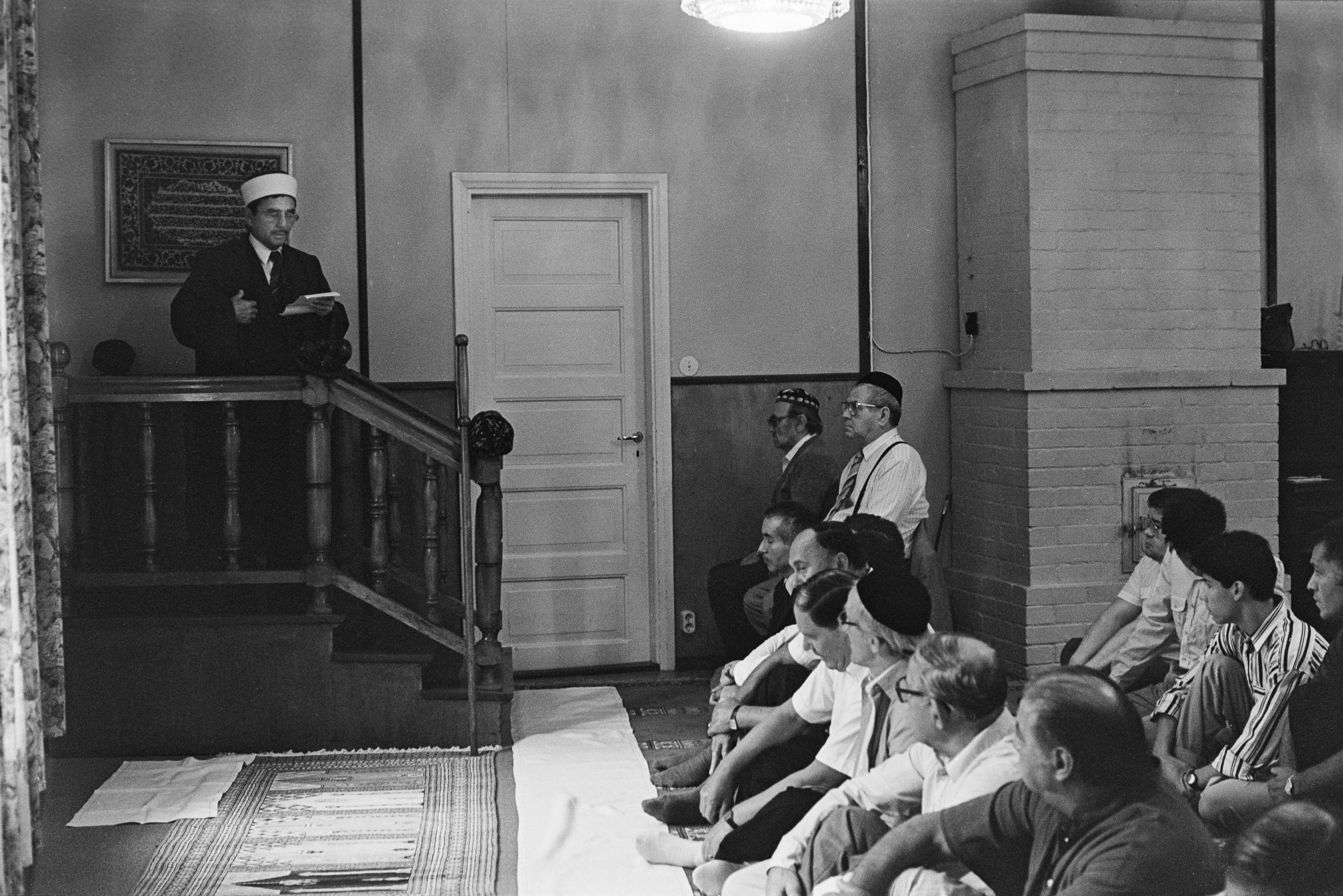
Gebetsgottesdienst 1989. (Järvenpää).

Die Finnland-Tataren (tatarisch Финляндия татарлары / Finlandiyä tatarları oder Суоми татарлары / Suomi tatarları) sind eine staatlich anerkannte nationale Minderheit muslimischen Glaubens in Finnland. Die Gruppe umfasst 800 bis 1000 Menschen.
Die Sprache der Finnland-Tataren, die bis heute in der fünften und sechsten Generation gepflegt wird, ist in der Europäischen Charta der Regional- oder Minderheitensprachen als nicht-territoriale Sprache geschützt.

## Geschichte
Die ersten tatarischen Muslime waren als russische Soldaten und Händler während und unmittelbar nach dem Russisch-Schwedischen Krieg von 1808/09 nach Finnland gekommen, ließen sich aber zumeist noch nicht dauerhaft nieder. Eine erste muslimische Gemeinde entstand in Helsinki erst um 1830.
Die Einwanderung der Tataren nach Finnland erfolgte spätestens 1870 und hielt bis etwa 1920 an. Herkunftsgebiet waren 20 Dörfer in der Region Sergatsch, südöstlich von Nischni Nowgorod. Ein Teil von ihnen siedelte sich in der damals finnischen Stadt Wyborg (finn. Viipuri) in Karelien an. Nach der Annexion dieser Region durch die Sowjetunion im Jahr 1944 floh der größte Teil von ihnen nach Finnland. Auch in Helsinki, Turku und Tampere lebten bereits vor der Oktoberrevolution tatarische Pelz- und Textilhändler, die in ihrer angestammten Heimat ursprünglich Bauern gewesen waren und zum größten Teil ihre Familien erst nach der Unabhängigkeit Finnlands ins Land holten.

## Gegenwart
Die meisten Finnland-Tataren leben heute im Raum Helsinki, sind vollständig in die finnische Gesellschaft integriert und sprechen neben ihrer tatarischen Muttersprache durchweg fließend entweder Finnisch oder Schwedisch.
Von in jüngerer Zeit nach Finnland gekommenen muslimischen Einwanderern grenzen sich die Finnland-Tataren stark ab. So dürfen nicht-tatarische Muslime nicht Mitglied tatarischer Gemeinden werden.

## Organisationen
Die Finnland-Tataren sind in der 1925 gegründeten Finnischen Islamischen Gemeinde (Finlandiya Islam Cemaati), der ersten staatlich anerkannten islamischen Gemeinde Westeuropas, der 1935 gegründeten Union der Finnischen Türken (Finlandiya Türkleri Birligi) sowie dem 1945 gegründeten Sportverein Yolduz organisiert. Darüber hinaus existierte von 1948 bis 1969 in Helsinki eine Türkische Volksschule (Türk Halk Mektebi).

## Bekannte Angehörige
- Deniz Bavautdin (* 1953), Eishockeyspieler
- Räshid Hakimsan (* 1934), Eishockeyspieler
- Jasmin Hamid (* 1984), Schauspielerin und Politikerin
- Atik Ismail (* 1957), Fußballspieler
- Hasan Kanykoff (1880–1954), Kaufmann und politischer Aktivist
- Lotfi Nasib (1926–2011), Eishockeyspieler
- Ali Saadetdin (* 1949), Gründer (1982) des Software-Unternehmens Solteq Oy